# 모노촌
모노촌(桃生村)은 1955년까지 미야기현 모노군에 있던 촌이다. 현재의 이시노마키시 북서단에 해당한다. 또한 2005년까지 존재했던 모노정은 1955년 신설 합병으로 성립한 것으로, 본촌과는 별개의 자치단체다.

## 역사
- 1889년 4월 1일 - 정촌제 시행에 수반해 6촌이 합병해 성립하였다.
- 1955년 3월 21일 - 나카쓰야마촌과 합병해 모노정이 성립하였다. 동일 모노촌이 폐지되었다.
- 2005년 4월 1일 - 모노정, 가난정, 가호쿠정, 기타카미정, 오가쓰정, 오시카군 오시카정과 합병해 이시노마키시가 성립하였다.

## 참고문헌
- 『角川日本地名大辞典 4 宮城県』平成3年9月1日角川書店発行